# Caulophryne jordani
Espèce
Caulophryne jordani est une espèce de poissons abyssaux de la famille des Caulophrynidae (ordre des Lophiiformes).

## Systématique
L'espèce Caulophryne jordani a été décrite en 1896 par les ichtyologistes américains George Brown Goode (1851-1896) et Tarleton Hoffman Bean (1846-1916),

## Répartition
Cette espèce est présente dans les eaux du monde entier et évolue entre 100 et 1 510 m de profondeur.

## Description
Caulophryne jordani présente un corps arrondi, des ailerons dorsaux en anneaux. Son museau est muni d'un long leurre lumineux. Sa teinte générale est d'ordinaire noire ou brun foncé.
La reproduction de cette espèce a pour la première fois été observée et filmée (femelle de 16 cm) à 800 m de profondeur en août 2016. On ignore encore si la lumière visible dans la vidéo sur les filaments est une bioluminescence ou le reflet de la lumière émise par le submersible. C'était aussi la première fois qu'un mâle et un accouplement d'une espèce de Caulophryne étaient filmés. Le commentaire est de Katie Langin.

## Étymologie
Son épithète spécifique, jordani, lui a été donnée en l'honneur de l'ichtyologiste américain David Starr Jordan (1851-1931), président de la Leland Stanford Junior University (désormais connue sous le nom d'université Stanford), considéré alors comme « l'un des ichtyologistes les plus savants et les plus productifs ».

## Publication originale
- (en) George Brown Goode et Tarleton H. Bean, Oceanic ichthyology, a treatise on the deep-sea and pelagic fishes of the world, based chiefly upon the collections made by the steamers Blake, Albatross, and Fish Hawk in the northwestern Atlantic, with an atlas containing 417 figures, GPO, 23 août 1896, 553 p. (lire en ligne).

## Vidéographie
- (en) Science (2018) Exclusive: ‘I’ve never seen anything like it’ Video of mating deep-sea anglerfish stuns biologist Vidéo montrant l'accouplement de Caulophryne jordani.